# Svijany Open 2013
Svijany Open 2013 byl 1. ročník tenisového turnaje, který je součástí mužského okruhu ATP Challenger Tour. Turnaj se hrál venku na antuce, na dvorcích tenisového areálu LTK Liberec v Libereci. Turnaj probíhal od 29. července do 4. srpna 2013.

## Mužská dvouhra

### Nasazení
| Země      | Hráč                  | ATP1) | Nasazení |
| --------- | --------------------- | ----- | -------- |
| Argentina | Federico Delbonis     | 65    | 1        |
| Česko     | Jiří Veselý           | 98    | 2        |
| Španělsko | Rubén Ramírez Hidalgo | 110   | 3        |
| Slovinsko | Blaž Kavčič           | 127   | 4        |
| Ukrajina  | Oleksandr Nedověsov   | 151   | 5        |
| Itálie    | Thomas Fabbiano       | 178   | 6        |
| Česko     | Jan Mertl             | 184   | 7        |
| Německo   | Björn Phau            | 189   | 8        |

- 1) Žebříček ATP k 22. červenci 2013.

### Jiné formy účasti
Následující hráči obdrželi divokou kartu do hlavní soutěže:
- Michal Konečný
- Michal Schmid
- Adam Pavlásek
- Jan Kunčík

Následující hráči postoupili z kvalifikace:
- Ivo Klec
- Edward Corrie
- Grzegorz Panfil
- Marek Michalička

Následující hráči postoupili jako náhradníci:
- Thomas Schoorel
- Filip Krajinović

## Mužská čtyřhra

### Nasazení
| Země      | Hráč               | Země      | Hráč               | ATP1) | Nasazení |
| --------- | ------------------ | --------- | ------------------ | ----- | -------- |
| Švédsko   | Andreas Siljeström | Slovensko | Igor Zelenay       | 203   | 1        |
| Austrálie | Colin Ebelthite    | Tchaj-wan | Hsin-Han Lee       | 273   | 2        |
| Německo   | Gero Kretschmer    | Německo   | Alexander Satschko | 359   | 3        |
| USA       | Vahid Mirzadeh     | USA       | Denis Zivkovic     | 361   | 4        |

- 1) Žebříček ATP k 22. červenci 2013.

## Přehled finále

### Mužská dvouhra
- Jiří Veselý vs.  Federico Delbonis, 6-7, 7-6, 6-4

### Mužská čtyřhra
- Rameez Junaid /  Tim Pütz vs.  Colin Ebelthite /  Hsin-Han Lee, 6-0, 6-2